# 짐 자무시
제임스 "짐" 자무시(영어: James R. "Jim" Jarmusch 제임스 R. "짐" 자머시[*], 영어 발음: /ˈdʒɑrməʃ/, 1953년 1월 22일 - )는 미국의 영화감독, 배우, 작곡가이다.
그의 어머니는 영화 비평가였고, 아버지는 비즈니스맨이었다. 오즈, 안토니오니 등의 영화를 인상깊게 봤으며, 뉴욕 대학교 영화과에 입학했다.

## 작품 목록
- 《영원한 휴가》 (1980)
- 《천국보다 낯선》 (1984)
- 《다운 바이 로》 (1986)
- 《미스테리 트레인》 (1989)
- 《지상의 밤》 (1991)
- 《데드 맨》 (1995)
- 《고스트 독》 (1999)
- 《커피와 담배》 (2003)
- 《브로큰 플라워》 (2005)
- 《리미츠 오브 컨트롤》 (2009)
- 《오직 사랑하는 이들만이 살아남는다》 (2013)
- 《패터슨》 (2016)
- 《데드 돈 다이》 (2019)
- 《파더, 마더, 시스터, 브라더》 (미정)